# Khalfallah Belhaoua
Khalfallah Belhaoua (en arabe : خلف الله بلحوة), né le 8 novembre 1988 à Saïda, est un footballeur algérien. Il évolue au poste d'arrière gauche à l'ES Mostaganem.

## Biographie
Il évolue en première division algérienne avec les clubs de l'USM Blida, du CA Batna et de l'ASO Chlef. Il dispute 62 matchs.